# Belloy-Saint-Léonard
Belloy-Saint-Léonard és un municipi francès, situat al departament del Somme i a la regió dels Alts de França. L'any 1999 tenia 102 habitants. És el poble de naixement de Philippe Leclerc de Hauteclocque.

## Referències

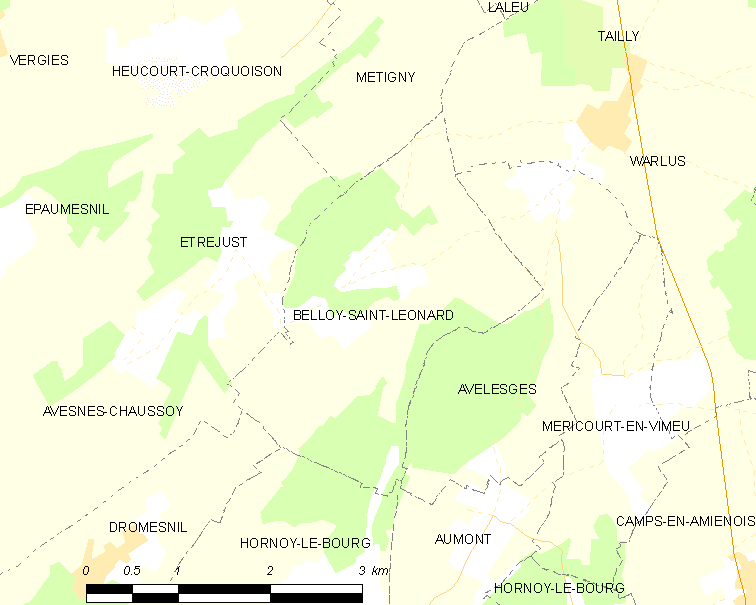
mapa del municipi

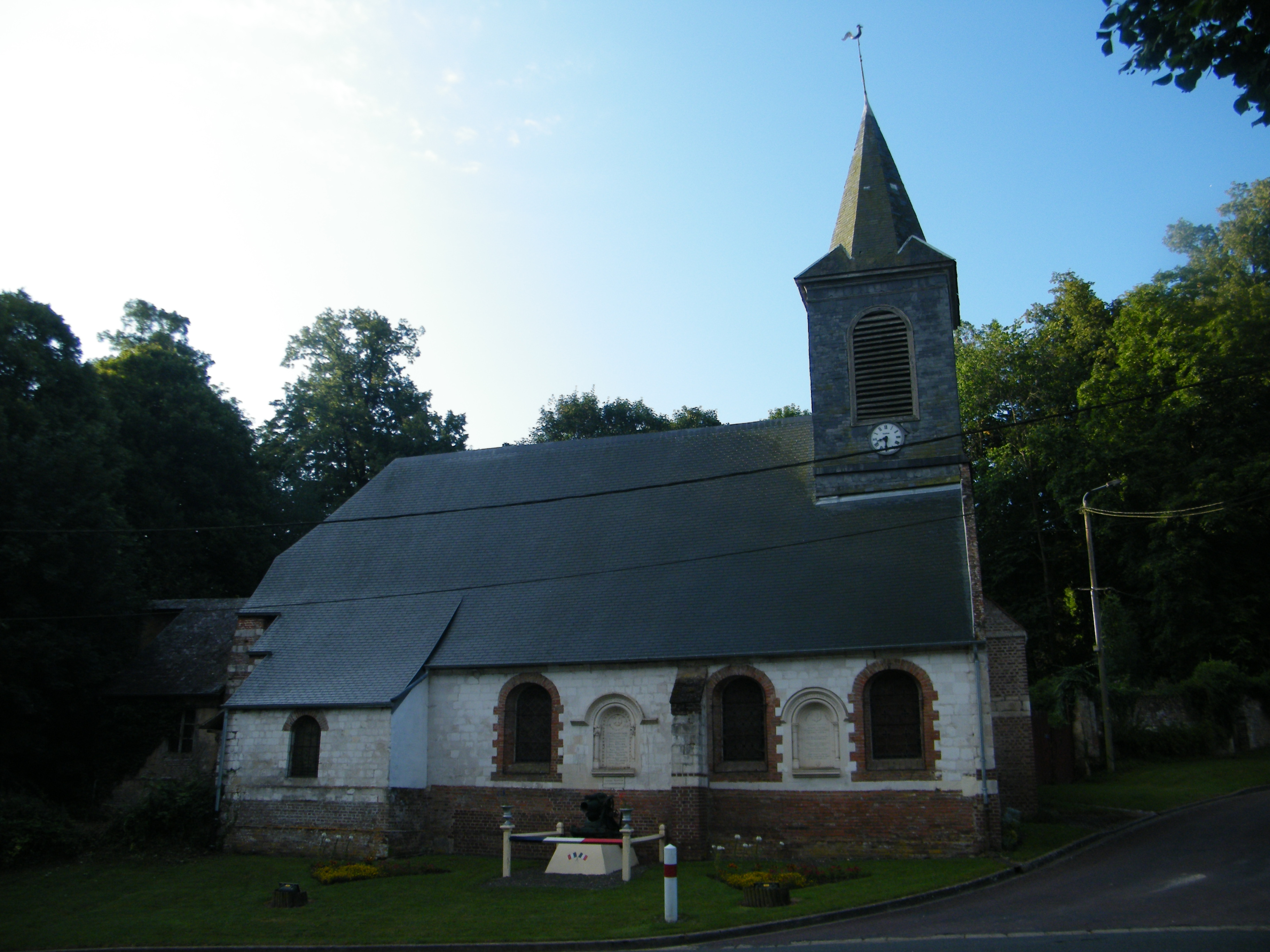
església

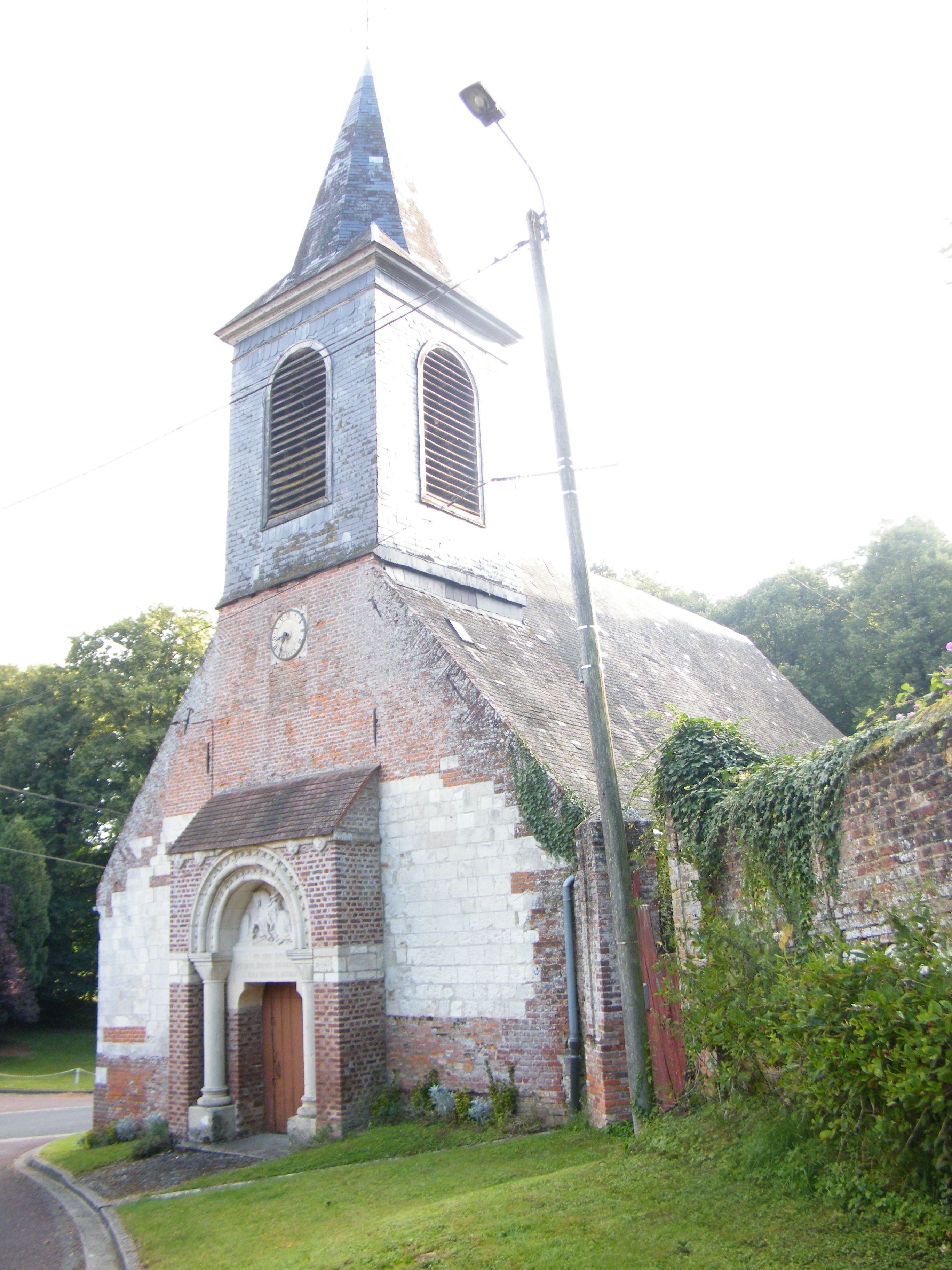